# Drapeau de la Saskatchewan
Le drapeau de la Saskatchewan (Canada) fut adopté en 1969.

## Histoire
Avant l'adoption du drapeau actuel, la province aurait pu en théorie utiliser un Blue Ensign portant les armoiries provinciales dans le battant, mais il semblerait que ce drapeau n'aurait jamais été utilisé.

## Description
Ses proportions sont 2:1. La moitié supérieure du drapeau est verte, représentant la section nordique de la province et ses terres couvertes de forêts. L'écu des armoiries de la Saskatchewan est placé à gauche dans la bande verte.
La moitié inférieure est de couleur or, et représente le sud de la province où les terres sont principalement utilisées pour la culture du blé. Dans le battant, chevauchant la limite entre les bandes verte et or, se trouve un lys rouge (lys des prairies), emblème floral de la province.